# Los Angeles Lakers 1966-1967
La stagione 1966-67 dei Los Angeles Lakers fu la 18ª nella NBA per la franchigia.
I Los Angeles Lakers arrivarono terzi nella Western Division con un record di 36-45. Nei play-off persero la semifinale di division con i San Francisco Warriors (3-0).

## Roster
| N° | Naz.                   | Ruolo | Sportivo       | Anno | Alt. | Peso |
| -- | ---------------------- | ----- | -------------- | ---- | ---- | ---- |
| 11 | Stati Uniti (bandiera) | G     | Gail Goodrich  | 1943 | 185  | 77   |
| 14 | Stati Uniti (bandiera) | C     | Darrall Imhoff | 1938 | 208  | 100  |
| 15 | Stati Uniti (bandiera) | C     | Hank Finkel    | 1942 | 213  | 109  |
| 21 | Stati Uniti (bandiera) | G     | Archie Clark   | 1941 | 188  | 79   |
| 22 | Stati Uniti (bandiera) | A     | Elgin Baylor   | 1934 | 196  | 102  |
| 23 | Stati Uniti (bandiera) | AC    | Jim Barnes     | 1941 | 203  | 95   |
| 31 | Stati Uniti (bandiera) | AC    | Mel Counts     | 1941 | 213  | 104  |
| 33 | Stati Uniti (bandiera) | A     | Tom Hawkins    | 1936 | 196  | 95   |
| 34 | Stati Uniti (bandiera) | AC    | John Block     | 1944 | 206  | 94   |
| 35 | Stati Uniti (bandiera) | AC    | Rudy LaRusso   | 1937 | 201  | 100  |
| 40 | Stati Uniti (bandiera) | A     | Jerry Chambers | 1943 | 196  | 84   |
| 42 | Stati Uniti (bandiera) | G     | Walt Hazzard   | 1942 | 188  | 79   |
| 44 | Stati Uniti (bandiera) | GA    | Jerry West     | 1938 | 188  | 79   |

## Staff tecnico
- Allenatore: Fred Schaus